# 大峯豊
大峯 豊（おおみね ゆたか、1983年10月14日 - ）は、山口県出身の競艇選手。登録番号4237。身長170cm。血液型AB型。92期。妹に元競艇選手の大峯明菜（登録番号4267）、義弟に競艇選手で妹の夫の伊藤啓三（登録番号3838）、同期に安達裕樹、毒島誠、土屋千明らがいる。弟子は木村颯（登録番号5040）だった。

## 来歴
- やまと競艇学校時代、リーグ戦勝率5.32（準優出3、優出1）の成績を残した。
- 2003年5月24日、徳山競艇場でデビュー（6着）。5月26日、2日目3Rで初勝利（4走目）。
- 2004年2月2日、唐津競艇場での一般競走で初優出（6着）。
- 2007年1月28日、大村競艇場での「G1第21回新鋭王座決定戦競走」でG1初優出（4着）。
- 2007年2月15日、江戸川競艇場での「第7回日本写真判定社長杯」で初優勝（優出12回目）。
- 2007年5月、結婚。
- 2009年9月24日、丸亀競艇場での新鋭リーグ第13戦で優勝。
- 2009年11月15日、蒲郡競艇場での新鋭リーグ第19戦で優勝。
- 2010年6月10日、徳山競艇場での「JLCカップ 西京のスピード王座決定戦」で優勝。
- 2010年6月25日、江戸川競艇場での「第10回日本写真判定社長杯」で優勝。
- 2010年7月14日、丸亀競艇場での「SG第15回オーシャンカップ競走」にSG初出場。
- 2010年10月11日、戸田競艇場での「第10回埼玉新聞社杯」で優勝（通算9回目）。

## 人物
- 名前の由来は山口支部の大先輩にあたる今村豊。競艇好きな父親が今村にあやかって名づけたという[2][3]。このため、大峯は山口支部の選手たちからは名前ではなく苗字で呼ばれている[2]。
- 今村によると、「スタートの展示航走でタイミングが早いとびびりまくる」という[2]。